# Nachlazení
Nachlazení je rovněž známo pod názvy nasofaryngitida, rinofaryngitida nebo rýma.[zdroj⁠?!]  Jde o snadno šiřitelné infekční onemocnění horních cest dýchacích, které postihuje zejména nos. Mezi symptomy patří kašel, bolesti v krku, rýma a horečka. Symptomy obvykle ustupují do sedmi až deseti dnů, některé však mohou trvat až tři týdny. Nachlazení mohou způsobit více než dvě stovky virů. Nejběžnější příčinou nemoci je nákaza rhinovirem.
Akutní infekce nosu, dutin, krku nebo hrtanu (infekce horních cest dýchacích) je kategorizována podle částí těla, které jsou nejčastěji postiženy. Nachlazení postihuje zejména nos, faryngitida krk a sinusitida dutiny. Symptomy se projevují spíše v důsledku reakce imunitního systému na infekci než v důsledku poškození tkáně samotnými viry. Hlavní metodou prevence proti nakažení je mytí rukou. Některé důkazy podporují účinnost nošení obličejových roušek.
Na nachlazení neexistuje žádný lék, lze však léčit jeho symptomy. Jedná se o nejčastěji se vyskytující infekční onemocnění u lidí. Průměrný dospělý člověk se nachlazením nakazí dvakrát až třikrát ročně, průměrné dítě šestkrát až dvanáctkrát ročně. Tyto infekce lidstvo provázejí už od dávných dob.

## Příznaky
Nejběžnějšími příznaky nachlazení jsou kašel, rýma, ucpaný nos a bolesti v krku. Další symptomy mohou zahrnovat bolesti svalů (myalgie), pocit únavy, bolesti hlavy a ztrátu chuti k jídlu. Bolest v krku se dostavuje u přibližně 40 % lidí, zatímco kašel u přibližně 50 % nemocných. Bolest svalů se vyskytuje přibližně v polovině případů. Horečka je u dospělých neobvyklým symptomem, u kojenců a malých dětí je však běžná. Kašel způsobený nachlazením je obvykle v porovnání s kašlem způsobeným chřipkou mírný. Kašel a horečka u dospělých zvyšují pravděpodobnost, že dotyčný má spíše chřipku. Množství virů způsobujících nachlazení rovněž nemusí vyvolávat vůbec žádné symptomy. Barva hlenu (sputum) vykašlávaného z dolních cest dýchacích se může lišit od čiré po žlutou až zelenou. Barva hlenu neurčuje, zda je infekce bakteriálního či virového původu.

### Postup onemocnění
Nachlazení se zpočátku obvykle projevuje únavou, pocitem chladu, kýcháním a bolestí hlavy. Další symptomy, například rýma a kašel, následují do dvou či více dnů. Symptomy svého vrcholu dosahují typicky druhý až třetí den od nákazy a obvykle ustupují do sedmi až deseti dnů. Mohou ale trvat až tři týdny. Kašel trvající déle než deset dnů se vyskytuje v 35 % až 40 % případů nakažených dětí, kašel trvající déle než 25 dnů se vyskytuje v 10 % případů nakažených dětí.

## Příčina

### Viry

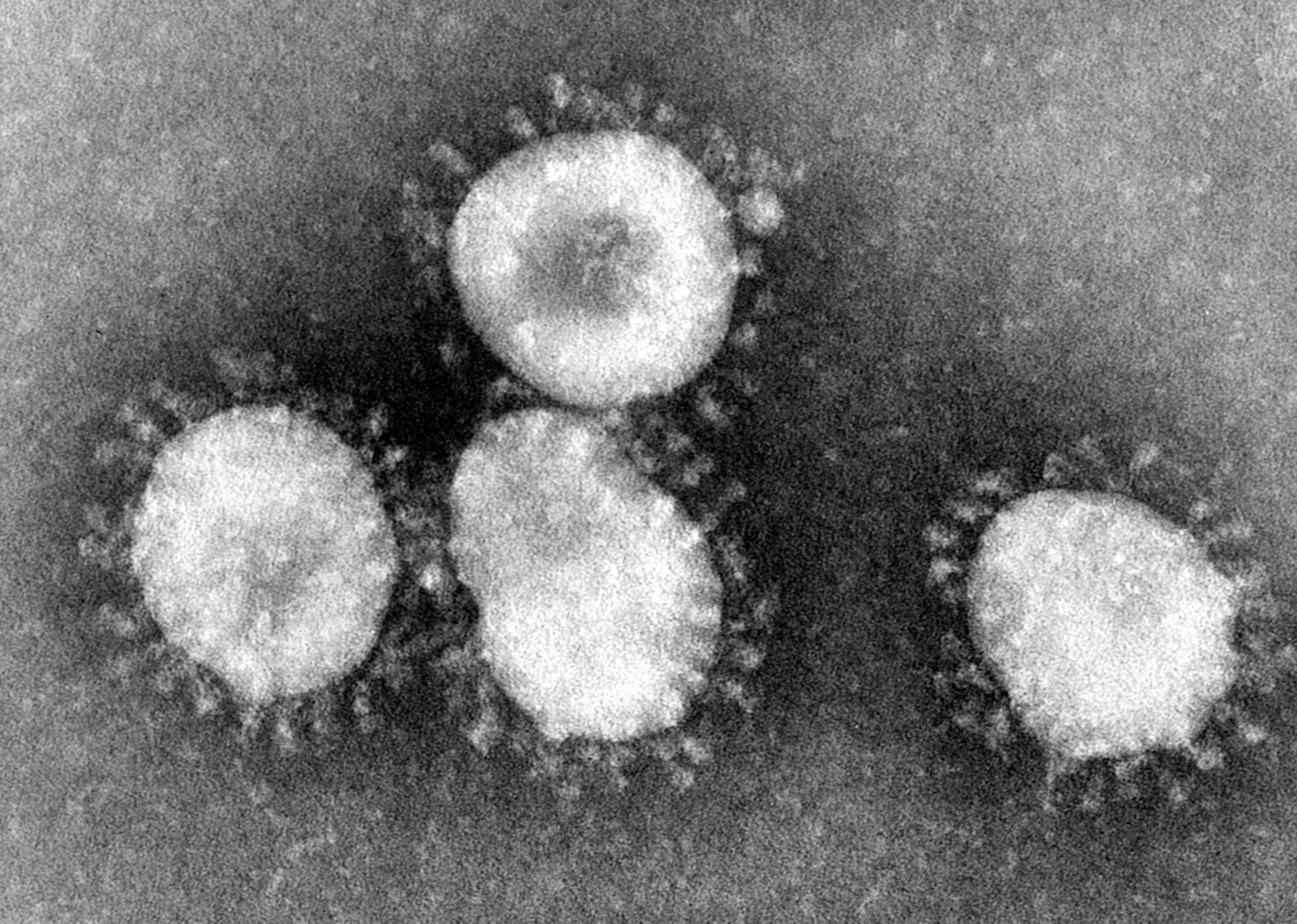
Koronaviry jsou skupinou virů známých jako příčina nachlazení. Při zkoumání pod elektronovým mikroskopem se podobají světelnému kruhu či svatozáři

Nachlazení je snadno šiřitelná infekce horních cest dýchacích. Nejběžnější příčinou nachlazení je nákaza rhinovirem, který stojí za 30 až 80 % všech případů. Rhinovirus je RNA virus z čeledi Picornaviridae; tato čeleď pojímá 99 známých typů virů. Za nachlazením však mohou stát i jiné viry. 10–15 % případů způsobují koronaviry, dalších 5–15 % případů je zaviněno chřipkou (influenza). Onemocnění se může rozvinout i na základě nákazy lidskými viry parainfluenzy, lidským respiračním syncytiálním virem, adenoviry, enteroviry a metapneumovirem. Infekci často způsobuje více než jeden přítomný virus. S různými typy nachlazení je spojováno více než dvě stě různých virů.

### Přenos
Virus nachlazení se obvykle přenáší jedním či dvěma hlavními způsoby, a to buď vdechnutím či pozřením kapének ve vzduchu obsahujících virus nebo kontaktem s infikovaným nosním hlenem nebo kontaminovanými předměty. Dosud nebylo určeno, který z těchto způsobů přenosu je nejčastější. Viry mohou v prostředí přežívat velmi dlouhou dobu a z rukou se mohou přenést do očí či nosu, kde dojde k infekci. Lidé sedící v bezprostřední blízkosti jsou k nákaze náchylnější. Typickými místy přenosu viru jsou centra denní péče a školy, a to v důsledku těsné blízkosti mnoha dětí se slabou imunitou a často nedostatečnou hygienou. Nákaza se pak přenáší domů na ostatní členy rodiny. Šíření recirkulujícím vzduchem během komerční letecké dopravy nebylo prokázáno. Nachlazení způsobovaná rhinovirem jsou nejnakažlivější během prvních tří dnů trvání symptomů, poté možnost nákazy rychle klesá.

### Počasí
Tradiční teorií je, že nachlazení je způsobeno dlouhým pobytem v chladném počasí, například dešti či zimě; to také vysvětluje, jak nemoc dostala svůj název. Role prochladnutí těla jakožto rizikového faktoru při nákaze nachlazením je kontroverzní. Některé viry způsobující nachlazení jsou sezónní a častěji se vyskytují během chladného a vlhkého počasí. To je přičítáno zejména většímu množství času stráveného v blízkosti ostatních mimo venkovní prostředí, zejména po návratu dětí do školy. Může to však souviset i se změnami v dýchací soustavě a tím pádem snadnějším přenosem infekce. Nízká vlhkost může zvýšit úspěšnost přenosu nákazy v důsledku suchého vzduchu, který umožňuje šíření malých kapének rychleji a po delší dobu.

### Ostatní
Kolektivní imunita, tedy imunita celé skupiny lidí vůči konkrétní infekci, se objevuje po předchozím styku s viry nachlazení. Mladší populace jsou tudíž náchylnější k respiračním infekcím než populace starší. Dalším rizikovým faktorem onemocnění je slabá imunita. K vyššímu riziku nákazy po kontaktu s rhinovirem přispívá rovněž nedostatek spánku a špatná výživa, a to v důsledku jejich účinků na fungování imunitního systému.

## Patofyziologie

Nachlazení je onemocněním horních cest dýchacích

Symptomy nachlazení jsou spojovány ponejvíce s imunitní reakcí na virus. Mechanismus této imunitní reakce je specifický a závisí na konkrétním viru. Například rhinovirus se typicky přenáší přímým kontaktem. Dosud neznámými způsoby se navazuje na receptory ICAM-1, kde vyvolá uvolňování zánětlivých mediátorů. Ty posléze vyvolají jisté symptomy, které obecně nepoškozují nosní epitel. Naopak respirační syncytiální virus (RSV) se šíří jak přímým kontaktem, tak vzduchem šířenými kapénkami. Replikuje se v nosu a krku a pak se často šíří do dolních cest dýchacích. RSV způsobuje poškození epitelu. Lidský virus parainfluenzy má obvykle za následek zánět nosu, krku a dýchacích cest. Pokud u malých dětí postihne průdušnici, může vyvolat krup, sípavý kašel a dýchací potíže v důsledku zúžení dýchacích cest.

## Diagnóza
Odlišení jednotlivých infekcí horních cest dýchacích se volně provádí na základě místa projevu symptomů. Nachlazení postihuje ponejvíce nos, faryngitida zasahuje hltan a bronchitida plíce. Nachlazení je často definováno jako zánět nosní dutiny a může zahrnovat i proměnlivé úrovně zánětu krku. Běžná je samodiagnóza. Izolace virového činitele jako původce choroby se provádí jen zřídka. Identifikovat typ viru prostřednictvím symptomů není zpravidla možné.

## Prevence
Jediným účinným způsobem prevence nachlazení je fyzicky zabránit šíření virů. To zahrnuje zejména mytí rukou a nošení obličejových roušek či masek. Ve zdravotnickém prostředí se nosí rovněž pláště a rukavice na jedno použití. Izolace nakažených osob není možná, jelikož nemoc je široce rozšířená a její symptomy nejsou specifické. Vakcinace byla shledána obtížnou z důvodu velkého množství virů, které mimoto mohou projít rychlou změnou. Vývoj plošně účinné vakcíny je velmi nepravděpodobný.
Pravděpodobnost přenosu virů nachlazení snižuje pravidelné mytí rukou, které je nejúčinnější u dětí. Není známo, zda používání antivirotických či antibakteriálních prostředků během mytí rukou zvyšuje jeho účinnost či nikoliv. Nošení obličejových roušek v přítomnosti nakažených osob může být prospěšné. K vyslovení závěru, zda je udržování větší fyzické či sociální vzdálenosti prospěšné či nikoliv, neexistují uspokojivé důkazy. Příjem zinku formou doplňku stravy může přispět ke snížení počtu nákaz nachlazením. V běžné praxi často se vyskytující podávání vitaminu C nesnižuje riziko či závažnost nachlazení, vitamin C může jen zkrátit dobu trvání nachlazení. Aktuální klinická studie ukázala, že vitamín D před nachlazením také nechrání a jen mírně zlepšuje průběh.

## Léčba

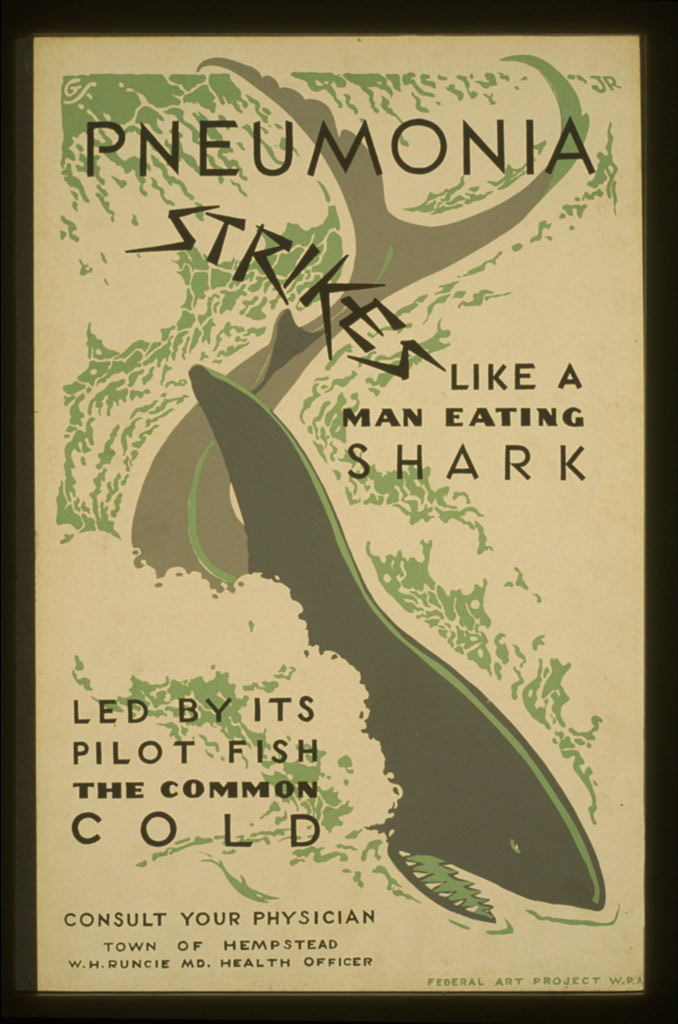
Plakát vyzývající občany, aby se při léčbě nachlazení poradili se svým lékařem.

V současné době neexistují léky nebo bylinné přípravky, jež by prokazatelně zkracovaly dobu trvání infekce. Prokazatelně v léčbě nefungují například antivirotika, byliny čínské medicíny, echinacea, eukalyptový olej, příjem tekutin, česnek, zázvor, zvlhčovače vzduchu, med, kortikosteroidní nosní spreje, probiotika, mentolový gel, vitamin C či zinek. Léčba se soustřeďuje na poskytování symptomatické úlevy. Ta zahrnuje dostatek odpočinku, příjem tekutin pro zajištění hydratace organismu a kloktání teplé slané vody. Většina pozitivních výsledků léčby je však přisuzována placebo efektu.

### Léčba symptomů
K léčivým přípravkům, které pomáhají ke zmírnění symptomů, patří léky pro úlevu od bolesti (analgetika) a pro snížení horečky (antipyretika), jako je například ibuprofen a acetaminofen/paracetamol. Nebylo prokázáno, že by léky proti kašli byly účinnější než pouhé léky na úlevu od bolesti (analgetika). Léky proti kašli nejsou rovněž doporučovány u dětí, neboť jejich účinek nebyl dostatečně prokázán a jejich užívání je spojeno s jistým rizikem. V roce 2009 bylo v Kanadě omezeno užívání volně prodejných léků proti kašli a nachlazení u dětí ve věku do šesti let, a to kvůli obavám z možného rizika a nedostatečně prokázaných účinků. Zneužívání dextrometorfanu (volně prodejného léku proti kašli) vedlo v řadě zemí k jeho zákazu.
U dospělých mohou být symptomy rýmy zmírněny prostřednictvím antihistaminik první generace. Antihistaminika první generace jsou však spojována s nežádoucími vedlejšími účinky, například ospalostí. V léčbě dospělých jsou velmi účinná i další dekongescencia (například pseudoefedrin). Nosní sprej obsahující ipratropium může přispět ke zmírnění symptomů rýmy , na neprůchodnost nosu však má jen malý účinek. Antihistaminika druhé generace nevykazují žádoucí účinky.
Protože zatím nebyl proveden dostatečný počet studií, není známo, zda zvýšený příjem tekutin zmírňuje symptomy a zkracuje délku tohoto respiračního onemocnění. Podobný nedostatek údajů existuje i pro případné využití ohřívaného zvlhčeného vzduchu. Jedna z provedených studií prokázala, že inhalační gel aplikovaný na hruď přináší žádoucí účinek při symptomatické úlevě od nočního kašle, neprůchodnosti dýchacích cest a nespavosti.

### Antibiotika a antivirové léčivé přípravky
Antibiotika na virové infekce neúčinkují a nepůsobí tedy ani při léčbě nachlazení. Jsou ale běžně předepisována, přestože jejich vedlejší účinky mohou vést k celkovému poškození organismu. Dochází k tomu proto, že lidé od svého lékaře očekávají, že jim antibiotika předepíše – a lékaři chtějí svým pacientům pomoci. Antibiotika jsou často předepisována i proto, že je mnohdy těžké vyloučit příčiny infekce, jež by mohly být prostřednictvím antibiotik odstraněny. Pro léčbu nachlazení neexistují žádné účinné antivirové léky, i když některé předběžné výzkumné projekty prokázaly jejich účinek.

### Alternativní léčba
I když existuje mnoho způsobů alternativní léčby užívaných při nachlazení, nemáme dostatek vědeckých důkazů, jež by účinek těchto postupů podporovaly. Od roku 2010 nelze na základě věrohodných důkazů doporučit využití medu nebo výplachů nosu. Výživové doplňky obsahující zinek mohou snížit závažnost a délku trvání symptomů, pokud je nemocný užije během 24 hodin od vypuknutí symptomů. Účinky vitaminu C na nachlazení zůstaly daleko pozadu za očekáváním, i když jim byl věnován rozsáhlý výzkum. Důkazy o pozitivních účincích echinacey (třapatkovky nachové) jsou rozporné. Různé druhy potravinových doplňků obsahujících echinaceu se mohou svými účinky lišit.

## Závěrečné stadium léčby
Nachlazení má obvykle mírný průběh a vymizí bez léčby; většina symptomů se zlepší během jednoho týdne. Pokud se objeví závažnější komplikace, většinou jde o staré či velmi mladé pacienty anebo ty, kteří trpí imunosupresí (mají oslabený imunitní systém). Mohou se vyskytnout i sekundární bakteriální infekce, které mohou vést k zánětu dutin, faryngitidě nebo ušním infekcím. Odhaduje se, že zánětem dutin končí nachlazení v 8 % případů, ušní infekcí v 30 % případů.

## Pravděpodobnost onemocnění
Nachlazení je nejčastějším lidským onemocněním, které postihuje lidi na celém světě. Dospělí obvykle onemocní dvakrát až pětkrát za rok, děti se mohou nakazit šestkrát až desetkrát do roka (a až dvanáctkrát ročně, pokud jde o děti školou povinné). Počet symptomatických infekcí stoupá u starších lidí vzhledem ke slábnoucímu lidskému imunitnímu systému.

## Historie
I když byla příčina nachlazení identifikována až v 50. letech 20. století, choroba postihuje lidstvo už od starověku. Její symptomy a léčba jsou popsány v egyptském Ebersově papyru, nejstarším existujícím lékařském textu, napsaném v době před 16. stoletím před Kr. Název „nachlazení“ začal být používán v 16. století, a to kvůli podobnosti s příznaky onemocnění objevujícího se po vystavení chladnému počasí.
Ve Spojeném království bylo v roce 1946 založeno Oddělení pro nachlazení (Common Cold Unit, CCU); právě tam byl roku 1956 objeven rhinovirus. V 70. letech 20. století CCU prokázala, že léčba interferonem během inkubační fáze rhinovirem způsobené infekce poskytuje proti onemocnění jistou ochranu. Nepodařilo se však vyvinout žádný léčivý přípravek. Oddělení bylo v roce 1989 zrušeno – dva roky poté, co dokončilo výzkumnou studii zinko-glukonátových pastilek jako prevence a léčby nachlazení způsobených rhinovirem. Zinek byl jediným úspěšným léčivým přípravkem vyvinutým v historii CCU.

## Ekonomický dopad

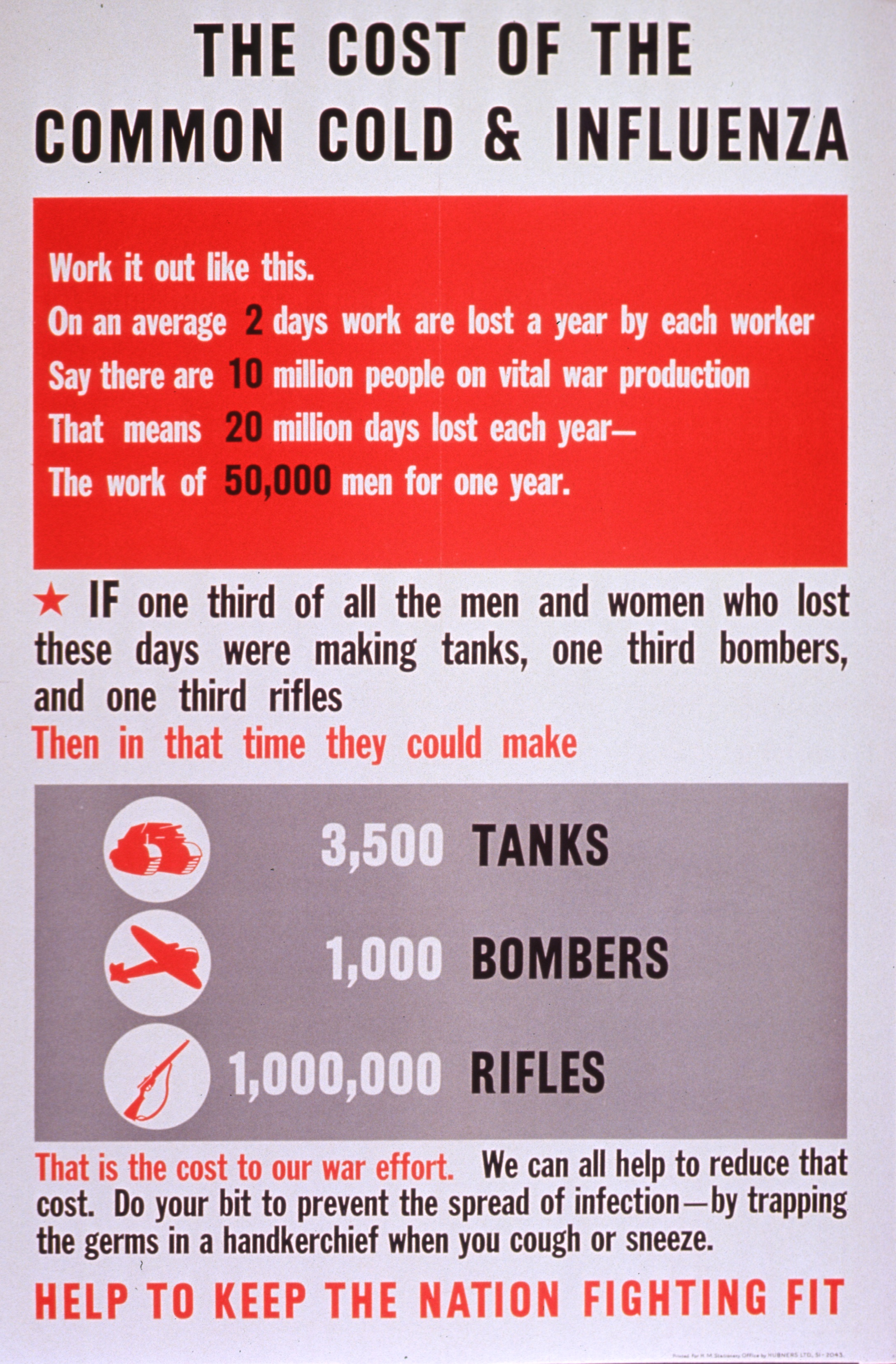
Britský plakát z období druhé světové války popisující finanční dopad nachlazení

Ekonomický dopad nachlazení je ve většině zemí světa podceňován. Ve Spojených státech vede tato nemoc k 75 až 100 miliónům návštěv u lékaře ročně; s nimi jsou spojovány roční náklady ve výši 7,7 miliardy dolarů (konzervativní odhad). Američané utratí 2,9 miliardy dolarů za volně prodejné léky a dalších 400 miliónů dolarů za léky na předpis určené pro symptomatickou úlevu. Více než třetina pacientů, kteří navštívili lékaře, obdrží předpis na antibiotikum. Nadměrné užívání antibiotik na předpis se odráží ve zvýšené úrovni rezistence na antibiotika. V důsledku nachlazení vynechají žáci a studenti každoročně přibližně 22 až 189 miliónů školních dní. To se odráží ve 126 miliónech pracovních dní, kdy si rodiče musí vzít volno, aby mohli pečovat o své nemocné děti. Když k tomu připočteme 150 miliónů pracovních dní, zameškaných zaměstnanci trpícími nachlazením, přesahuje celková ekonomická ztráta způsobená touto chorobou 20 miliard dolarů ročně, což je 40 % veškerého času zameškaného ze zaměstnání v celých Spojených státech.

## Výzkum
Vědci testovali účinky mnoha antivirových přípravků při léčbě nachlazení. Po roce 2009 však žádný z nich nebyl shledán dostatečně efektivním ani mu nebyla udělena licence. Neustále pokračují studie hodnotící antivirový přípravek pleconaril. Zdá se, že by mohl být účinný v boji s pikornaviry. Vědci stále pracují i na studii přípravku BTA-798. U orální formy pleconarilu byly zjištěny jisté bezpečnostní problémy; v současné době je pozornost zaměřena na aerosolovou formu tohoto léku.
Vědci z Marylandské univerzity ve městě College Park a z University of Wisconsin–Madison zmapovali genom všech známých virových kmenů, jež nachlazení způsobují.